# Néstor Retamar
Néstor Retamar (General Rodríguez, Buenos Aires, Argentina; 2 de noviembre de 1972) es un exfutbolista y director técnico argentino. Actualmente dirige al Leandro N. Alem.

## Trayectoria

### Como entrenador
A mediados del año 2005 Retamar asumía como entrenador del Club Atlético Atlas luego de que el club descendiera. Retamar hizo excelentes campañas con el club, ya que logró por primera vez en la historia del club clasificar al repechaje para ascender a la Primera C. A mediados del año 2007 el entrenador, luego de perder contra Muñiz por 1 a 0 en condición de visitante, estuvo a punto de abandonar el club, ya que los dirigentes del club no hablaban con él después de cada partido, y no recibía la plata que se le debía, pero los jugadores del club le hicieron entender que es una pieza clave para el equipo y se quedó en el club.
En el verano de 2008 dejó el club y su puesto fue tomado por Pedro Ponce. Sin dudas Néstor Retamar es hasta ahora el mejor Director Técnico en la historia del Club Atlético Atlas; llevándolo a la primera posición en la Liga, y a disputar el Torneo Reducido por el ascenso a la Primera C.
A principios de 2011 fue sondeado por el club chileno, Rangers de Talca. Según informaron los medios locales solo se pensó en él como una alternativa pero no se llegó a tratativas más formales.
El 30 de enero de 2021, logró el objetivo de ascender a la Primera C por primera vez con el Club Atlético Atlas, ganándole la final del Reducido al Deportivo Paraguayo, por 2 a 0.
El 11 de noviembre de 2022 Retamar anunció que no continua como entrenador del Club Atlético Atlas ya que desea tomarse un tiempo para descansar y compartir con su familia.
A finales de 2023, regreso a Leandro N. Alem luego de 15 años debutando en la última fecha frente al Club Luján.

## Estadísticas como jugador
| Club                    | País                | Año                 | Partidos | Goles |
| ----------------------- | ------------------- | ------------------- | -------- | ----- |
| Leandro N. Alem         | Argentina           | 1993 - 1994         | 0        | 0     |
| Justo José de Urquiza   | Argentina           | 1996 - 1997         | 25       | 5     |
| Club Atlético Argentino | Argentina           | 1997 - 1998         | 14       | 3     |
| Leandro N. Alem         | Argentina           | 2001 - 2003         | 22       | 3     |
| Total en su carrera     | Total en su carrera | Total en su carrera | 61       | 11    |

## Estadísticas como entrenador
| Equipo                        | Desde                   | Hasta                  |    |
| Partidos                      |                         |                        |    |
| ----------------------------- | ----------------------- | ---------------------- | -- |
| Club Atlético Atlas Argentina | 20 de enero de 2005     | 20 de enero de 2008    | 90 |
| Leandro N. Alem Argentina     | 20 de agosto de 2008    | 8 de diciembre de 2009 | 54 |
| Club Atlético Atlas Argentina |                         |                        |    |
| 30 de mayo de 2010            | 27 de noviembre de 2012 | 101                    |    |
| 24 de mayo de 2014            | 7 de junio de 2016      | 70                     |    |
| 9 de abril de 2019            | 11 de noviembre de 2022 | 108                    |    |
| Leandro N. Alem Argentina     | 8 de octubre de 2023    | Presente               | 62 |

### Sumatorio general
| Club Atlético Atlas Argentina | 5ª                  | 2005-06             | 34  | 16  | 8   | 10 | - | - | - | - | - | - | - | - | 2  | 0  | 0 | 2  | 36  | 16  | 8   | 12  |  |
| Club Atlético Atlas Argentina | 5ª                  | 2006-07             | 34  | 17  | 7   | 10 | - | - | - | - | - | - | - | - | 2  | 0  | 1 | 1  | 36  | 17  | 18  | 11  |  |
| Club Atlético Atlas Argentina | 5ª                  | 2007                | 18  | 6   | 8   | 4  | - | - | - | - | - | - | - | - | -  | -  | - | -  | 18  | 6   | 8   | 4   |  |
| Leandro N. Alem Argentina     | 4ª                  | 2008-09             | 34  | 13  | 11  | 10 | - | - | - | - | - | - | - | - | 1  | 0  | 1 | 0  | 35  | 13  | 12  | 10  |  |
| Leandro N. Alem Argentina     | 4ª                  | 2009                | 19  | 5   | 8   | 6  | - | - | - | - | - | - | - | - | -  | -  | - | -  | 19  | 5   | 8   | 6   |  |
| Club Atlético Atlas Argentina | 5ª                  | 2010-11             | 34  | 20  | 6   | 8  | - | - | - | - | - | - | - | - | 8  | 4  | 3 | 1  | 42  | 24  | 9   | 9   |  |
| Club Atlético Atlas Argentina | 5ª                  | 2011-12             | 34  | 17  | 13  | 4  | 1 | 0 | 1 | 0 | - | - | - | - | 6  | 3  | 1 | 2  | 41  | 20  | 15  | 6   |  |
| Club Atlético Atlas Argentina | 5ª                  | 2012                | 16  | 5   | 6   | 5  | 2 | 1 | 0 | 1 | - | - | - | - | -  | -  | - | -  | 18  | 6   | 6   | 6   |  |
| Club Atlético Atlas Argentina | 5ª                  | 2014                | 16  | 11  | 2   | 3  | 1 | 1 | 0 | 0 | - | - | - | - | 2  | 0  | 0 | 2  | 19  | 12  | 2   | 5   |  |
| Club Atlético Atlas Argentina | 5ª                  | 2015                | 30  | 17  | 7   | 6  | 2 | 1 | 0 | 1 | - | - | - | - | 4  | 2  | 1 | 1  | 36  | 20  | 8   | 8   |  |
| Club Atlético Atlas Argentina | 5ª                  | 2016                | 14  | 5   | 5   | 4  | 1 | 0 | 0 | 1 | - | - | - | - | -  | -  | - | -  | 15  | 5   | 5   | 5   |  |
| Club Atlético Atlas Argentina | 5ª                  | 2019                | 5   | 0   | 3   | 2  | 1 | 0 | 0 | 1 | - | - | - | - | 1  | 0  | 0 | 1  | 7   | 0   | 3   | 4   |  |
| Club Atlético Atlas Argentina | 5ª                  | 2019-20             | 19  | 11  | 3   | 5  | - | - | - | - | - | - | - | - | -  | -  | - | -  | 19  | 11  | 3   | 5   |  |
| Club Atlético Atlas Argentina | 5ª                  | 2020                | 6   | 1   | 4   | 1  | - | - | - | - | - | - | - | - | 3  | 2  | 1 | 0  | 9   | 3   | 5   | 1   |  |
| Club Atlético Atlas Argentina | 4ª                  | 2021                | 36  | 10  | 17  | 9  | - | - | - | - | - | - | - | - | -  | -  | - | -  | 36  | 10  | 17  | 9   |  |
| Club Atlético Atlas Argentina | 4ª                  | 2022                | 36  | 14  | 12  | 10 | - | - | - | - | - | - | - | - | 1  | 0  | 1 | 0  | 37  | 14  | 13  | 10  |  |
| Club Atlético Atlas Argentina | Total               | Total               | 332 | 150 | 101 | 81 | 8 | 3 | 1 | 4 | 0 | 0 | 0 | 0 | 29 | 11 | 8 | 10 | 369 | 164 | 110 | 95  |  |
| Leandro N. Alem Argentina     | 4ª                  | 2023                | 1   | 1   | 0   | 0  | - | - | - | - | - | - | - | - | -  | -  | - | -  | 1   | 1   | 0   | 0   |  |
| Leandro N. Alem Argentina     | 4ª                  | 2024                | 48  | 17  | 19  | 12 | - | - | - | - | - | - | - | - | -  | -  | - | -  | 48  | 17  | 19  | 12  |  |
| Leandro N. Alem Argentina     | 4ª                  | 2025                | 10  | 5   | 1   | 4  | - | - | - | - | - | - | - | - | -  | -  | - | -  | 10  | 5   | 1   | 4   |  |
| Leandro N. Alem Argentina     | Total               | Total               | 102 | 41  | 39  | 32 | 0 | 0 | 0 | 0 | 0 | 0 | 0 | 0 | 1  | 0  | 1 | 0  | 103 | 41  | 40  | 32  |  |
| Total en su carrera           | Total en su carrera | Total en su carrera | 385 | 168 | 120 | 97 | 8 | 3 | 1 | 4 | 0 | 0 | 0 | 0 | 30 | 11 | 9 | 10 | 423 | 182 | 130 | 111 |  |
| 1. 2. 3.                      |                     |                     |     |     |     |    |   |   |   |   |   |   |   |   |    |    |   |    |     |     |     |     |  |

## Palmarés

### Como entrenador
| Título                                     | Club                | País      | Año  |
| ------------------------------------------ | ------------------- | --------- | ---- |
| Copa Estadio Alberto J. Armando (Amistoso) | Club Atlético Atlas | Argentina | 2007 |
| Reducido Primera D                         | Club Atlético Atlas | Argentina | 2021 |

## Legado deportivo
Su hijo Ramiro Retamar es futbolista y juega para el Club Atlético Atlas.